# Raknörel
Raknörel (Minuartia stricta eller Sabulina stricta) är en nejlikväxtart. Raknörel ingår i släktet nörlar, och familjen nejlikväxter.

## Utbredning
I Finland har Raknörel observerats främst i nordvästligaste Enontekis.

## Underarter
Arten delas in i följande underarter:
- M. s. gracilipes
- M. s. stricta